# Timeless: The Movie
Timeless: The Movie (The Miracle of Christmas) è un film per la televisione del 2018, finale della serie televisiva Timeless.
Il film è stato trasmesso negli Stati Uniti sulla NBC il 20 dicembre 2018, mentre in Italia è stato trasmesso sul canale satellitare Fox della piattaforma Sky il 16 luglio 2019.

## Trama
Lucy e Wyatt, provenienti dal 2023, spiegano che l'unica possibilità di fermare Rittenhouse è salvare Rufus e Lucy e dà alla se stessa del passato il suo diario per guidare lo smantellamento di Rittenhouse mentre Wyatt del futuro rivela le manipolazioni di Jessica. I due viaggiatori del tempo ripartono, lasciando alla squadra la loro versione della scialuppa più avanzata e prendendo l'originale, mentre Emma invia Jessica per attivare il loro ultimo agente dormiente durante la corsa all'oro californiana del 1848.
Dopo aver seguito Jessica nel 1848, Wyatt, Lucy, Jiya e Flynn scoprono di essere ricercati e perciò scappano rubando dei cavalli, tuttavia il proprietario, Joaquin Murrieta, li rintraccia. Il gruppo si trova circondato ma riescono ad accordarsi con Murrieta, conducendolo presso un sito dei cercatori d'oro. Durante il viaggio Wyatt si rende conto che per salvare Rufus è necessario uccidere Jessica nel 2012, tuttavia una notte, Flynn si dilegua con la scialuppa e si dirige nel 2012 per uccidere Jessica e restituire la macchina del tempo alla squadra nel 1848, ignara della sua partenza. Il gruppo viene nel frattempo catturato, ma con la morte di Jessica, Rufus ritorna e salva la squadra dalla prigione, senza avere memoria di essere mai morto. Dopo aver ucciso l'agente dormiente la squadra realizza l'accaduto e tornati nel 2018 scoprono che Flynn è morto nel 2012, a causa delle conseguenze dovute al viaggio nel tempo in una linea temporale in cui era già presente.
Poco dopo il ritorno, la squadra riunita è costretta a viaggiare per l'evacuazione di Hŭngnam (conosciuta anche come Miracolo di Natale, ossia Miracle of Christmas) nel Natale del 1950 dove cadono in una trappola di Emma. Il gruppo infatti si ritrova nel luogo dove si era precedentemente consumato un conflitto a fuoco, e un pilota, agente di Rittenhouse, gli offre un passaggio. Dopo la loro partenza, Mason e Denise scoprono che la squadra sarebbe dovuta morire lì durante un massacro ad opera dell'esercito cinese. Per salvare i suoi amici, Denise stipula un accordo con Benjamin Cahill per catturare Emma e smantellare Rittenhouse, offrendo salvezza per i suoi due figli in cambio della posizione di Emma. Nel 1950 intanto la squadra sventa il tentativo di assassinio e uccide l'agente dormiente, dirigendosi verso la scialuppa. Dopo aver raggiunto un villaggio, si fermano per poter utilizzare un'ambulanza americana danneggiata, in modo tale da accelerare il ritorno nel 2018. Mentre Wyatt e Rufus lavorano per rimettere in moto il veicolo, Lucy e Jiya vengono scoperte da un informatore nordcoreano, tuttavia conoscono una donna coreana incinta di nove mesi, Young-Hee, che aiuta il gruppo a scappare dal villaggio a bordo dell'ambulanza. Il veicolo tuttavia si ferma e il gruppo continua il tragitto a piedi. Tuttavia la donna va in travaglio e mentre Wyatt e Jiya la assistono nel partorire, Lucy e Rufus raggiungono il porto di Hŭngnam e convincono il dottore Hyung Bong-Hak a raggiungere Young-Hee. All'arrivo del dottore la donna ha già partorito una bambina e con il resto del gruppo raggiungono il sito dell'evacuazione.
Sulla strada del ritorno il gruppo si ritrova circondato da soldati cinesi e si barrica perciò in una chiesa. In quel momento Denise arriva con Emma e la nave madre per salvare la squadra. Emma cerca di fare un accordo con Lucy offrendole il ritorno della sorella, Amy, in cambio della sua libertà. Lucy si rifiuta, ma nel frattempo sopraggiungono i soldati che uccidono Emma, mentre la squadra riesce a fuggire con la nave madre.
Con Rittenhouse sconfitta, Lucy abbandona la sua ricerca di Amy e riprende la sua relazione con Wyatt mentre Jiya e Rufus riprendono la loro relazione. La nave madre viene distrutta, ma Denise sceglie di risparmiare la scialuppa di salvataggio nel caso in cui qualcuno riesca a scoprire nuovamente come viaggiare nel tempo.
Nel 2023, Lucy ottiene la cattedra di storia a Palo Alto ed è sposata con Wyatt, da cui ha anche avuto due figlie, Flynn e Amy, mentre Rufus e Jiya fondano e gestiscono una loro compagnia insieme. Per mantenere inalterata la storia e assicurare la formazione della propria squadra, la squadra compie un ultimo viaggio nel 2014, per dare il diario di Lucy a Flynn, in modo tale che sia informato di ciò che accadrà.
L'ultima scena viene ambientata in una casa apparentemente scollegata dalla trama principale in cui si vede una ragazza lavorare sui piani per una nuova macchina del tempo.

## Personaggi e interpreti
- Lucy Preston, interpretata da Abigail Spencer
- Sergente capo Wyatt Logan, interpretato da Matt Lanter
- Rufus Carlin, interpretato da Malcolm Barrett
- Denise Christopher, interpretata da Sakina Jaffrey
- Connor Mason, interpretato da Paterson Joseph
- Jiya Marri, interpretata da Claudia Doumit
- Garcia Flynn, interpretata da Goran Višnjić
- Emma Whitmore, interpretata da Annie Wersching

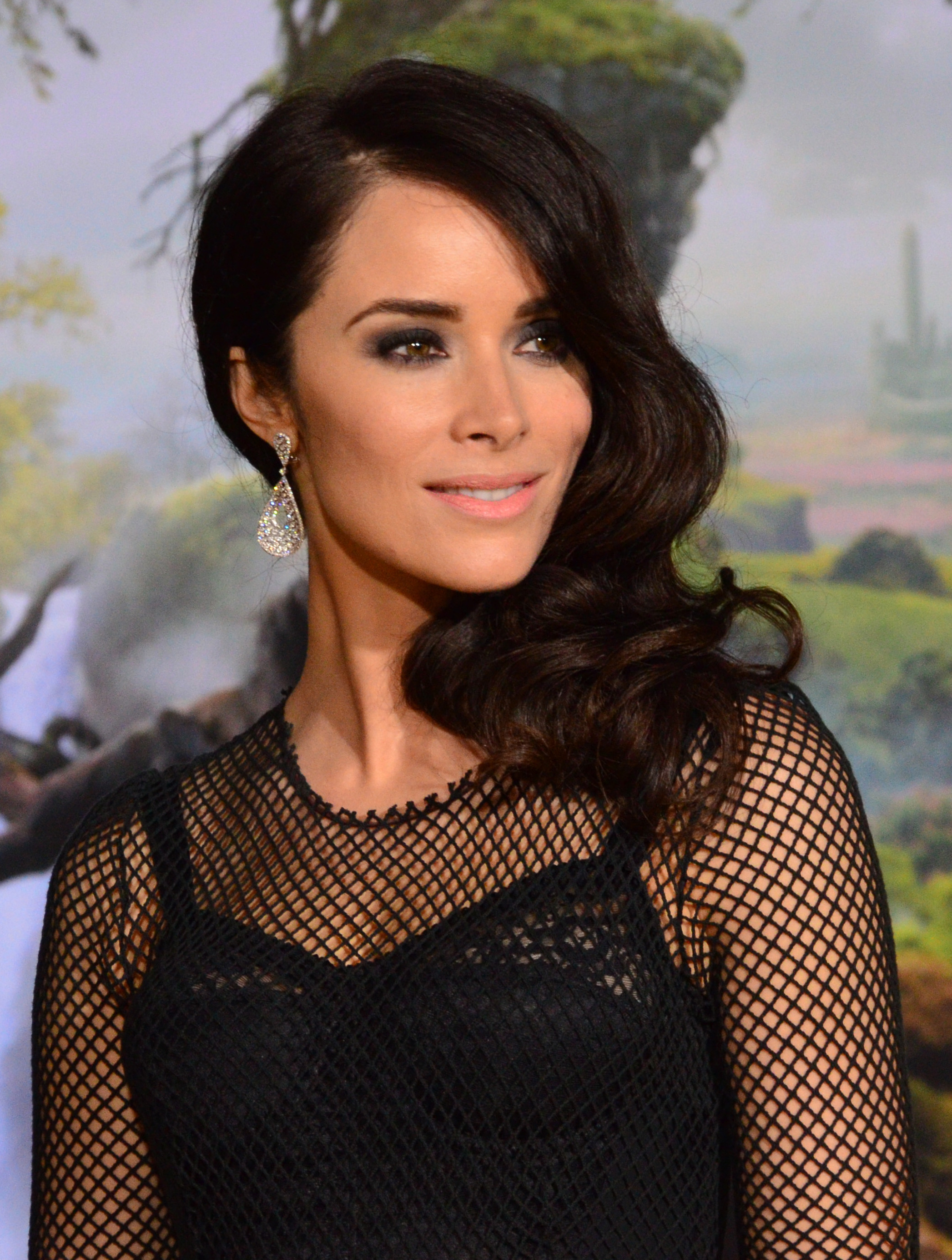
Abigail Spencer interpreta Lucy Preston
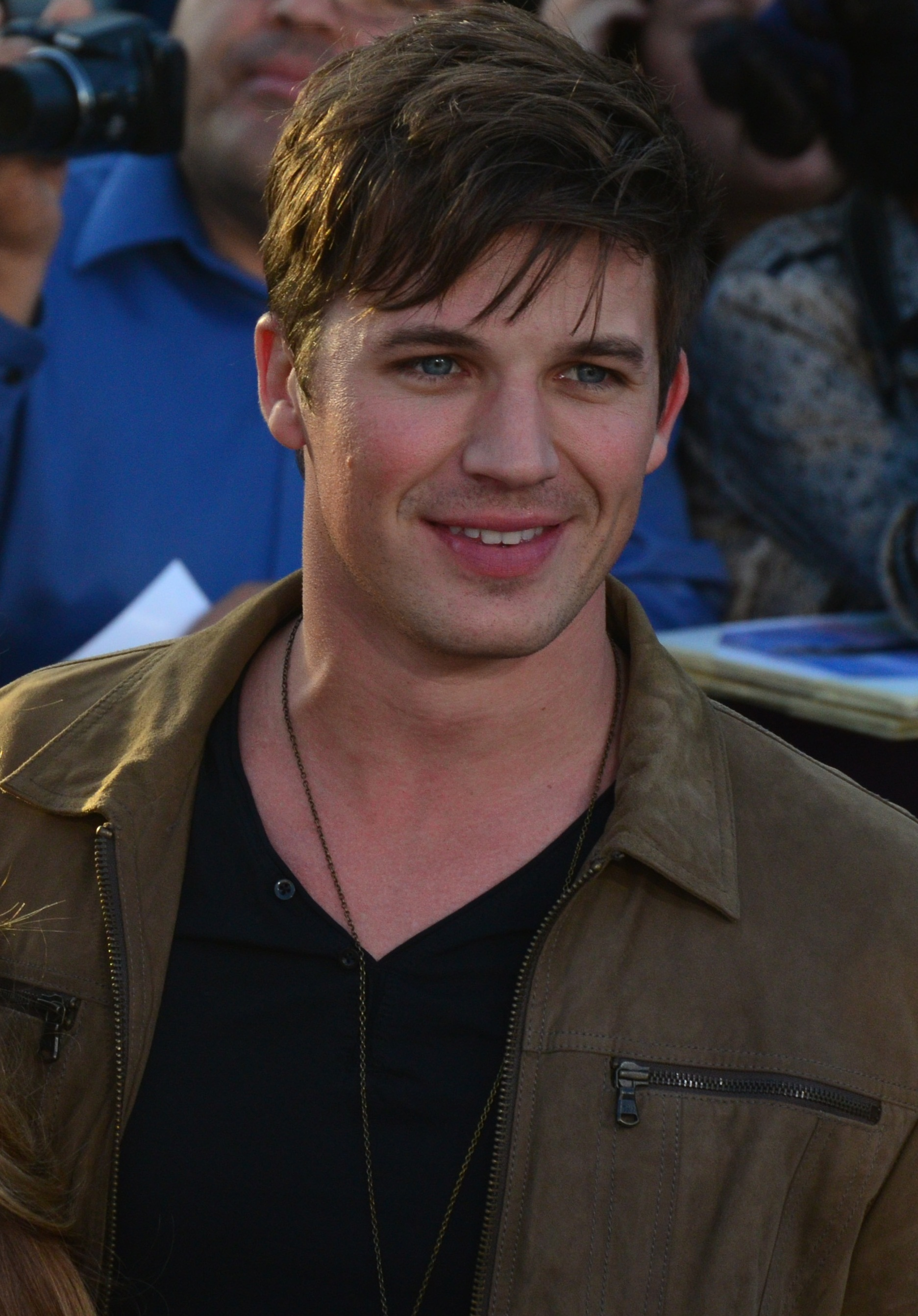
Matt Lanter interpreta Wyatt Logan
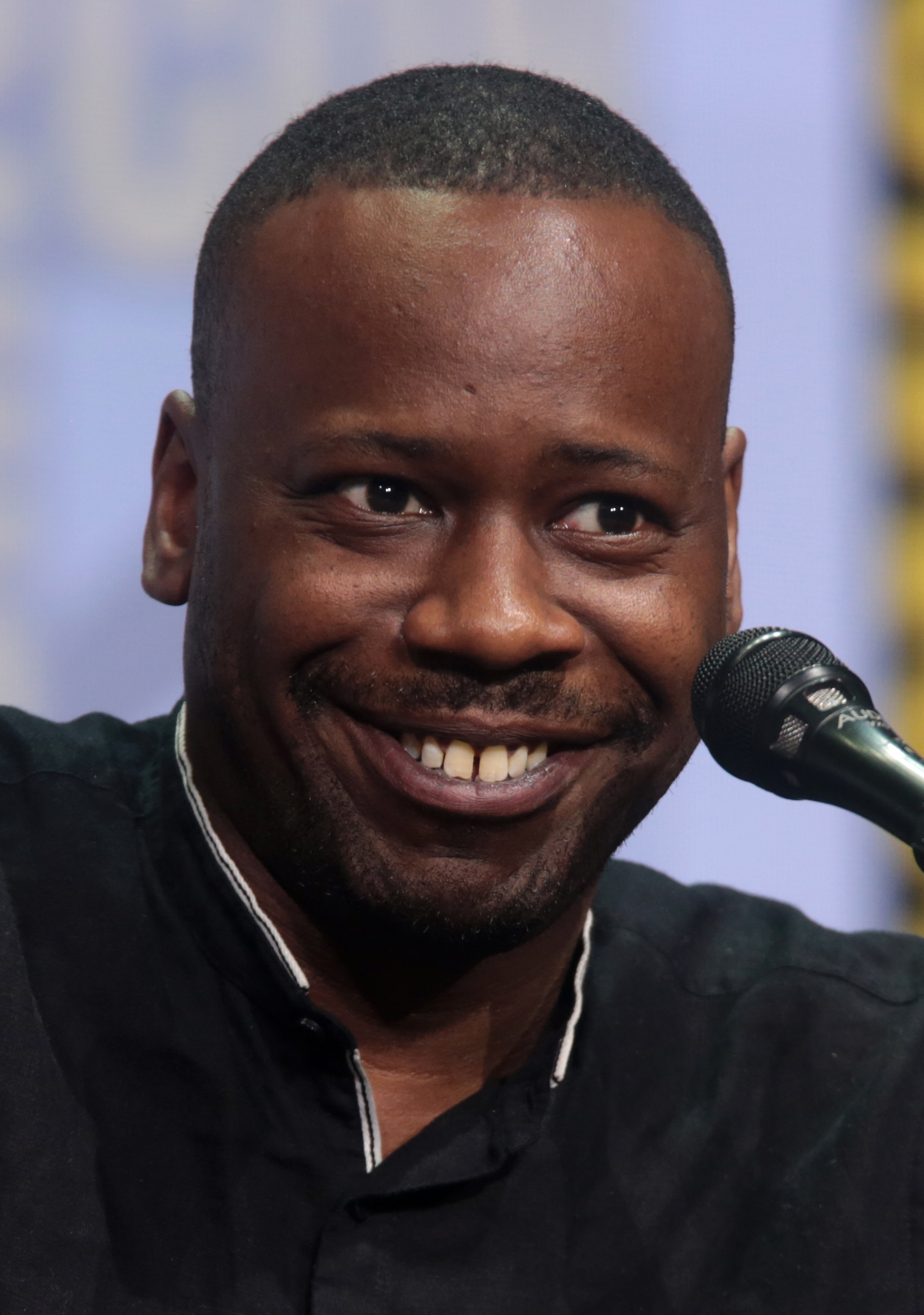
Malcolm Barrett interpreta Rufus Carlin
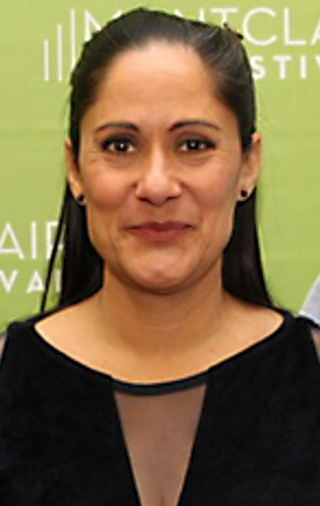
Sakina Jaffrey interpreta Denise Christopher
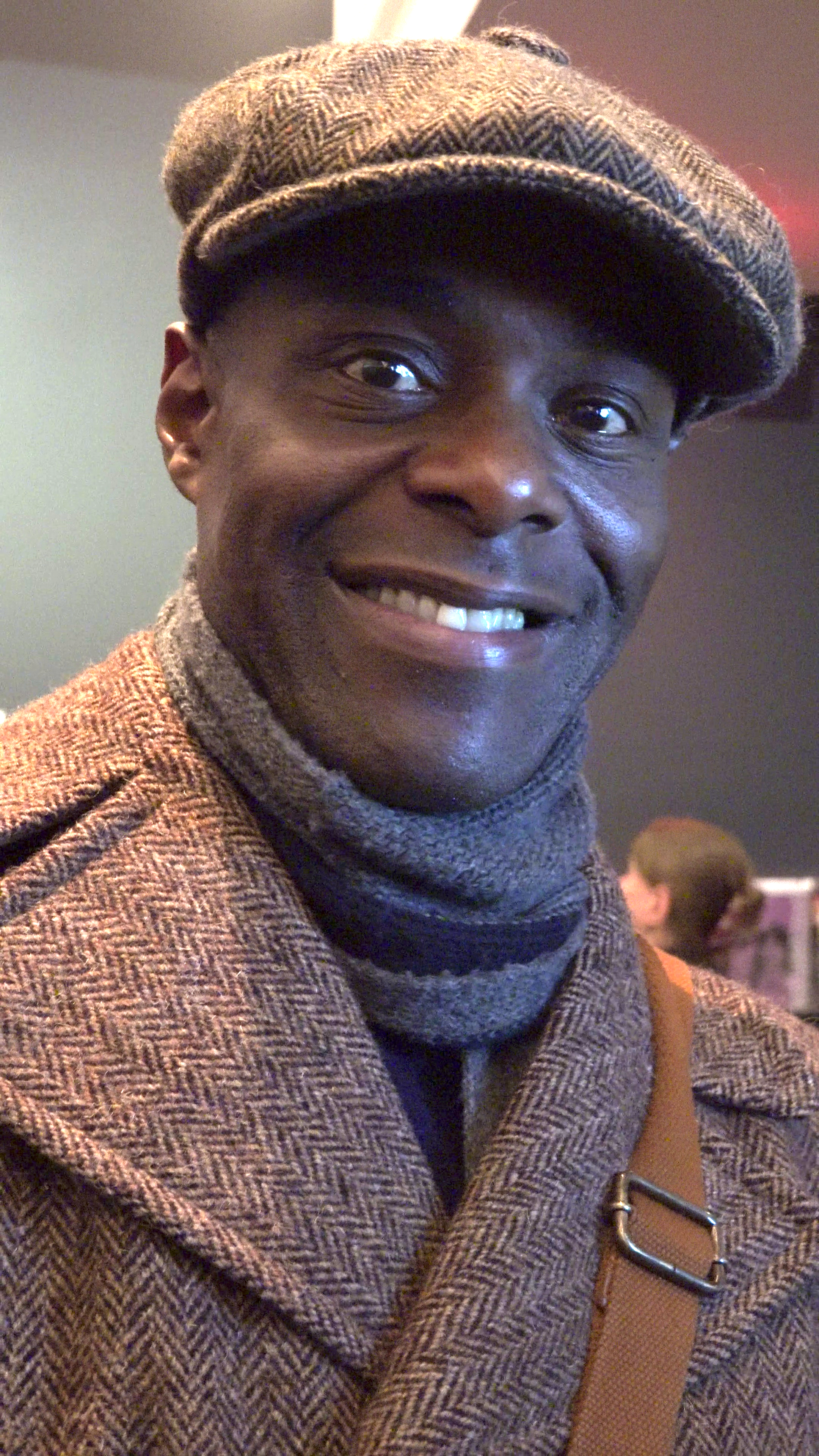
Paterson Joseph interpreta Connor Mason
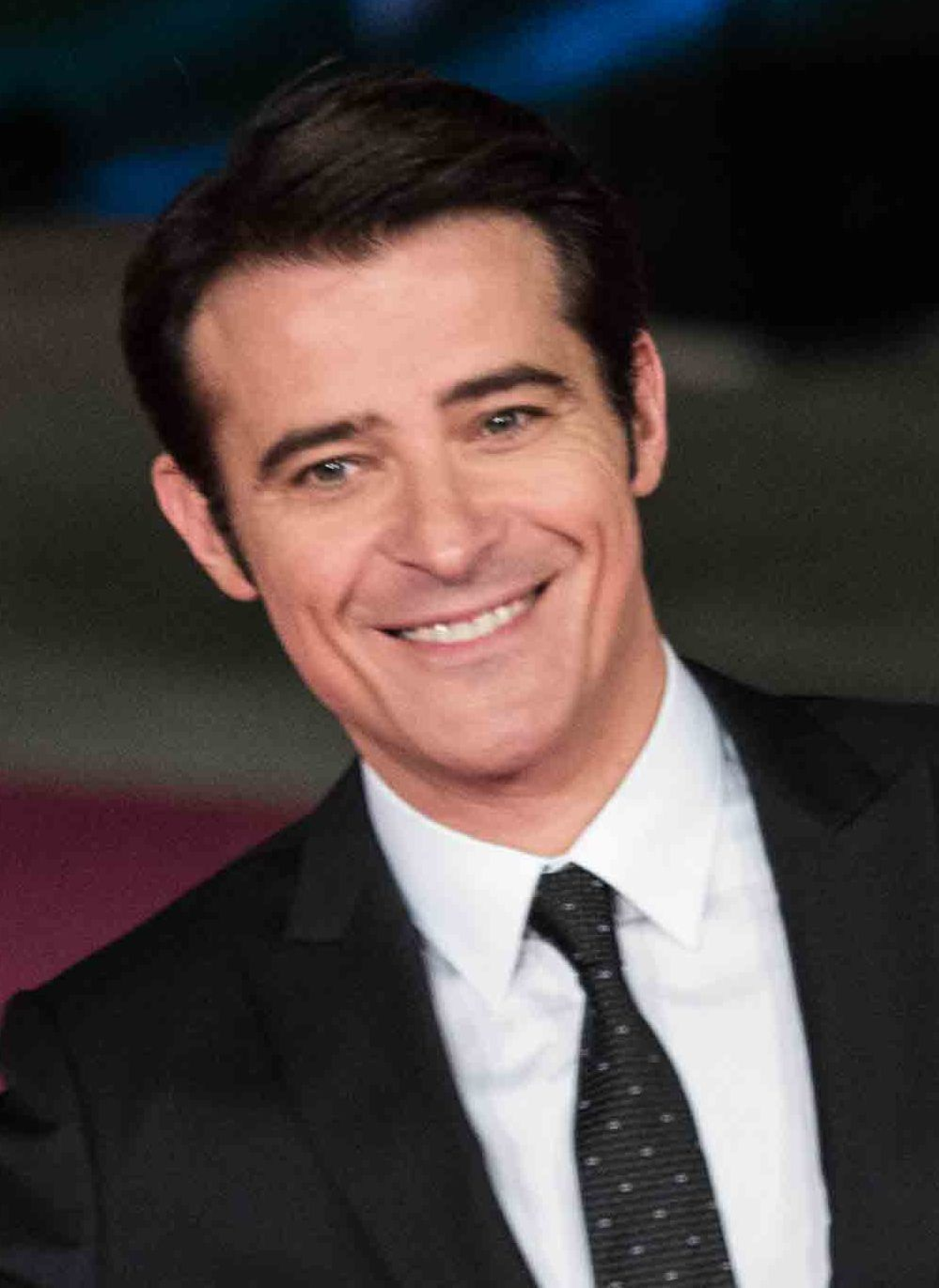
Goran Višnjić interpreta Garcia Flynn

## Produzione

### Sviluppo
Dopo una prima cancellazione, il 22 gennaio 2018, la serie viene cancellata per la seconda volta a causa dei bassi ascolti, sebbene la produzione di un possibile film per concludere la serie sia stata discussa. Il 30 luglio 2018 la NBC ha ordinato la produzione del film.

## Promozione
Il 3 dicembre 2018, la NBC ha svelato le prime immagini tratte dal film.